# Draft NBA 2022
Il Draft NBA 2022 è avvenuto il 23 giugno 2022 (in Italia cominciato la notte del 24 giugno) al Barclays Center di Brooklyn, New York. È stato trasmesso in televisione a livello nazionale negli Stati Uniti su ESPN. L'edizione 2022 segna un ritorno alla normale data di giugno dopo i rinvii che sono stati effettuati nel 2020 e nel 2021 a causa della pandemia di COVID-19. Il draft sarà composto da 58 scelte invece delle tipiche 60 a causa della perdita di una scelta al secondo turno sia per i Milwaukee Bucks che per i Miami Heat per aver violato le regole dell'NBA.

## Scelte[1]

### Giocatori scelti al 1º giro
|   | Indica un giocatore che è stato selezionato per almeno un All-Star Game |
| * | Indica il giocatore che ha vinto il titolo di Rookie of the Year        |
|   | Indica un giocatore che non ha mai giocato una partita in NBA           |

| Scelta | Giocatore          | Ruolo | Nazionalità         | Squadra NBA            | Provenienza          |
| ------ | ------------------ | ----- | ------------------- | ---------------------- | -------------------- |
| 1      | Paolo Banchero *   | AG/C  | Stati Uniti         | Orlando Magic          | Duke                 |
| 2      | Chet Holmgren      | AG/C  | Stati Uniti         | Oklahoma City Thunder  | Gonzaga              |
| 3      | Jabari Smith       | AG    | Stati Uniti         | Houston Rockets        | Auburn               |
| 4      | Keegan Murray      | AG    | Stati Uniti         | Sacramento Kings       | Iowa                 |
| 5      | Jaden Ivey         | G     | Stati Uniti         | Detroit Pistons        | Purdue               |
| 6      | Bennedict Mathurin | AP/G  | Canada Haiti        | Indiana Pacers         | Arizona              |
| 7      | Shaedon Sharpe     | G     | Canada              | Portland Trail Blazers | Kentucky             |
| 8      | Dyson Daniels      | G     | Australia           | New Orleans Pelicans   | NBA G League Ignite  |
| 9      | Jeremy Sochan      | AG    | Polonia Stati Uniti | San Antonio Spurs      | Baylor               |
| 10     | Johnny Davis       | G     | Stati Uniti         | Washington Wizards     | Wisconsin            |
| 11     | Ousmane Dieng      | AP/G  | Francia             | New York Knicks        | New Zealand Breakers |
| 12     | Jalen Williams     | G     | Stati Uniti         | Oklahoma City Thunder  | Santa Clara          |
| 13     | Jalen Duren        | C     | Stati Uniti         | Charlotte Hornets      | Memphis              |
| 14     | Ochai Agbaji       | G     | Stati Uniti         | Cleveland Cavaliers    | Kansas               |
| 15     | Mark Williams      | C     | Stati Uniti         | Charlotte Hornets      | Duke                 |
| 16     | A.J. Griffin       | AP    | Stati Uniti         | Atlanta Hawks          | Duke                 |
| 17     | Tari Eason         | AG    | Stati Uniti         | Houston Rockets        | LSU                  |
| 18     | Dalen Terry        | G     | Stati Uniti         | Chicago Bulls          | Arizona              |
| 19     | Jake LaRavia       | AP    | Stati Uniti         | Minnesota Timberwolves | Wake Forest          |
| 20     | Malaki Branham     | G     | Stati Uniti         | San Antonio Spurs      | Ohio State           |
| 21     | Christian Braun    | G     | Stati Uniti         | Denver Nuggets         | Kansas               |
| 22     | Walker Kessler     | C     | Stati Uniti         | Memphis Grizzlies      | Auburn               |
| 23     | David Roddy        | AP    | Stati Uniti         | Philadelphia 76ers     | Colorado State       |
| 24     | MarJon Beauchamp   | AP/G  | Stati Uniti         | Milwaukee Bucks        | NBA G League Ignite  |
| 25     | Blake Wesley       | P/G   | Stati Uniti         | San Antonio Spurs      | Notre Dame           |
| 26     | Wendell Moore      | AP    | Stati Uniti         | Houston Rockets        | Duke                 |
| 27     | Nikola Jović       | AP    | Serbia              | Miami Heat             | KK Mega Basket       |
| 28     | Patrick Baldwin    | AG    | Stati Uniti         | Golden State Warriors  | Milwaukee            |
| 29     | TyTy Washington    | P     | Stati Uniti         | Memphis Grizzlies      | Kentucky             |
| 30     | Peyton Watson      | AP    | Stati Uniti         | Denver Nuggets         | UCLA                 |

### Giocatori scelti al 2º giro
| Scelta | Giocatore        | Ruolo        | Nazionalità                  | Squadra NBA                                        | Provenienza            |
| ------ | ---------------- | ------------ | ---------------------------- | -------------------------------------------------- | ---------------------- |
| 31     | Andrew Nembhard  | P            | Canada                       | Indiana Pacers                                     | Gonzaga                |
| 32     | Caleb Houstan    | AP           | Canada                       | Orlando Magic                                      | Michigan               |
| 33     | Christian Koloko | C            | Camerun                      | Toronto Raptors                                    | Arizona                |
| 34     | Jaylin Williams  | AG           | Stati Uniti                  | Oklahoma City Thunder                              | Arkansas               |
| 35     | Max Christie     | G            | Stati Uniti                  | Orlando Magic                                      | Michigan               |
| 36     | Gabriele Procida | AP/G         | Italia                       | Portland Trail Blazers (ceduto ai Detroit Pistons) | Fortitudo Bologna      |
| 37     | Jaden Hardy      | AP           | Stati Uniti                  | Sacramento Kings                                   | NBA G League Ignite    |
| 38     | Kennedy Chandler | P            | Stati Uniti                  | San Antonio Spurs                                  | Tennessee              |
| 39     | Khalifa Diop     | C            | Senegal                      | Cleveland Cavaliers                                | Herbalife Gran Canaria |
| 40     | Bryce McGowens   | G            | Stati Uniti                  | Minnesota Timberwolves                             | Nebraska               |
| 41     | E.J. Liddell     | AG           | Stati Uniti                  | New Orleans Pelicans                               | Ohio State             |
| 42     | Trevor Keels     | G            | Stati Uniti                  | New York Knicks                                    | Duke                   |
| 43     | Moussa Diabaté   | AG           | Francia                      | Los Angeles Clippers                               | Michigan               |
| 44     | Ryan Rollins     | G            | Stati Uniti                  | Atlanta Hawks                                      | Toledo                 |
| 45     | Josh Minott      | AP           | Giamaica Stati Uniti         | Charlotte Hornets                                  | Memphis                |
| 46     | Ismaël Kamagate  | C            | Francia                      | Detroit Pistons                                    | Paris Basketball       |
| 47     | Vince Williams   | AP/G         | Stati Uniti                  | Memphis Grizzlies                                  | VCU                    |
| 48     | Kendall Brown    | AP           | Stati Uniti                  | Minnesota Timberwolves                             | Baylor                 |
| 49     | Isaiah Mobley    | AG           | Stati Uniti                  | Sacramento Kings                                   | USC                    |
| 50     | Matteo Spagnolo  | P/G          | Italia                       | Minnesota Timberwolves                             | Vanoli Cremona         |
| 51     | Tyrese Martin    | G            | Stati Uniti                  | Golden State Warriors                              | Connecticut            |
| 52     | Karlo Matković   | C            | Croazia Bosnia ed Erzegovina | New Orleans Pelicans                               | KK Mega Basket         |
| 53     | JD Davison       | P            | Stati Uniti                  | Boston Celtics                                     | Alabama                |
| 54     | Scelta persa     | Scelta persa | Scelta persa                 | Milwaukee Bucks                                    |                        |
| 55     | Scelta persa     | Scelta persa | Scelta persa                 | Miami Heat                                         |                        |
| 56     | Yannick Nzosa    | C            | RD del Congo                 | Washington Wizards                                 | Unicaja Málaga         |
| 57     | Gui Santos       | AP           | Brasile                      | Golden State Warriors                              | Minas                  |
| 58     | Luke Travers     | G            | Australia                    | Cleveland Cavaliers                                | Perth Wildcats         |
| 59     | Jabari Walker    | AG           | Stati Uniti                  | Portland Trail Blazers                             | Colorado               |
| 60     | Hugo Besson      | P            | Francia                      | Indiana Pacers                                     | New Zealand Breakers   |